# Renata Pękul
Renata Pękul (ur. 26 sierpnia 1961 w Warszawie) – polska aktorka teatralna i filmowa.

## Życiorys
W 1987 roku ukończyła studia na PWST w Warszawie. Od 1987 do 1994 roku była aktorką Teatru Polskiego w Warszawie, a do roku 2005 współpracowała z tym teatrem. Jest matką aktora, Aleksandra Sosińskiego.

## Filmografia
- 1985: Żuraw i czapla jako koleżanka Kasi
- 1988: Cesarskie cięcie jako Wiesia Stec
- 1988–1990: W labiryncie jako Krystyna, żona Duraja
- 1988–1991: Pogranicze w ogniu jako sekretarka w Weissinstitut w Jenie
- 1994–1995: Fitness Club jako dziennikarka telewizji osiedlowej „Trotel”
- od 1997: Klan jako Renata Zabużańska, żona Antoniego, wspólnika Jerzego
- 1999: Skok jako wychowawczyni
- 1999–2000: Na dobre i na złe jako Viola, koleżanka Elżbiety Walickiej (odc. 7, 31, 42)
- 2006: Na Wspólnej jako Milena Mikołajewska (odc. 782, 783)
- 2006: Szatan z siódmej klasy jako matka Ignaca
- 2007–2008: Na dobre i na złe jako Halina Różycka, matka Arka (odc. 310, 312, 318)
- 2009: 39 i pół jako urzędniczka w banku (odc. 26)
- 2011: Hotel 52 jako lekarka (odc. 36)
- 2012–2013: Przyjaciółki jako pani Bieniek
- 2013: Prawdziwe życie jako Nowakowa (odc. 1)
- 2013: Ojciec Mateusz jako Irena, ciotka Julii Magdziak (odc. 131)
- 2014: Ojciec Mateusz jako Stanisława Majda, żona Ryszarda (odc. 159)
- 2014: Lekarze jako matka dziewczyny z wypadku (odc. 42)
- 2015: Skazane jako sędzia Sądu Rejonowego w Warszawie (odc. 9, 12)
- 2015: Przyjaciółki jako klientka Ewa (odc. 52, 72)
- 2016–2017: Barwy szczęścia jako Wanda Janicka, matka Darka (odc. 1437, 1711)
- 2018: Diagnoza jako adwokatka Artmana (odc. 14)
- 2019: Echo serca jako matka Damiana (odc. 1)
- 2020: Rysa jako żona Szamotulskiego
- 2021: Tajemnica zawodowa jako sędzia sądu rodzinnego (odc. 1)

Źródło.

## Teatr
- 1986: Stracone zachody miłości – Maria
- 1987: Karnawał
- 1988:  Drzewo – żona
- 1988: Zemsta – szlachcianka
- 1990: Najwyborniejsza opowieść o Kupcu weneckim
- 1991: Szkoła obmowy – Konstancyia
- 1991: Ślub
- 1993: Powrót Odysa – dziewka, syrena
- 1994: Gbury – Łucja
- 1996: Kram z piosenkami – Barbara Fijewska
- 1998, 2003: Sen nocy letniej – Groszek
- 1999: Igraszki z diabłem – anioł
- 2000: Biwak pod gołym niebem – służąca
- 2001: Drzewo – żona
- 2005: EuroCity [Z Przemyśla do Przeszowy] – Kasia (na podstawie Z Przemyśla do Przeszowy Aleksandra Fredry)

Źródło.

## Telewizja
- 1987: Aplikant - Laureen
- 1989: W labiryncie - Krystyna Duraj
- 1990: Vatzlav

Źródło.